# Bendik Singers
Bendik Singers — поп-гурт, який двічі представляв Норвегію на пісенному конкурсі «Євробачення».

## Історія
Гурт був сформований співаком і композитором Арне Бендіксеном, який мав давню мрію створити музичний вокальний ансамбль. До складу гурту входили Анне-Каріне Стрьом (формально), Еллен Ніколайсен, брати Бенні та Бьорн Крус, Анне-Ліз Гьостел. У 1973 році Bendik Singers виграли конкурс Melodi Grand Prix, виконавши пісню «Å for et spill». Це дало можливість взяти участь у «Євробаченні» 1973 року. На конкурсі вони виступали з композицією «It's just a game». Текст був написаний англійською та французькою мовами, але містив фрази іспанською, італійською, нідерландською, німецькою, ірландською, івритом, сербохорватською, фінською, шведською, норвезькою. Bendik Singers виступили п'ятими, отримавши 89 балів. Найбільшу кількість очок норвезькі виконавці отримали від Ізраїлю. Гурт фінішував сьомим.
У 1974 році Анне-Каріне Стрьом виграла конкурс Melodi Grand Prix. Як переможниця вона представляла Норвегію на «Євробаченні» знову разом з Bendik Singers, виконавши пісню «The first day of love». Тогорічний виступ виявився невдалим: отримавши всього по 1 балу від Бельгії, Монако та Швеції, норвежці посіли останнє місце. У тому ж році студія «Triola» випустила дебютний і єдиний альбом гурту під назвою «Bendik Singers». У 1975 музичний колектив припинив своє існування.

## Дискографія

### Альбоми
| Рік  | Назва            | Лейбл  |
| ---- | ---------------- | ------ |
| 1974 | «Bendik Singers» | Triola |